# Liste des cantons de la Guyane
Les cantons de la Guyane ont existé du milieu du XIXe siècle au 31 décembre 2015, lorsque l'Assemblée de Guyane a remplacé les Conseils généraux et régionaux du département, en application de la loi no 2011-884 du 27 juillet 2011.

## Liste des 19 cantons
- Arrondissement de Cayenne (16 cantons) :
  - Canton d'Approuague-Kaw
  - Canton de Cayenne Centre
  - Canton de Cayenne Nord-Est
  - Canton de Cayenne Nord-Ouest
  - Canton de Cayenne Sud
  - Canton de Cayenne Sud-Est
  - Canton de Cayenne Sud-Ouest
  - Canton d'Iracoubo
  - Canton de Kourou
  - Canton de Macouria
  - Canton de Matoury
  - Canton de Montsinéry-Tonnegrande
  - Canton de Remire-Montjoly
  - Canton de Roura
  - Canton de Saint-Georges-de-l'Oyapock
  - Canton de Sinnamary
- Arrondissement de Saint-Laurent-du-Maroni (3 cantons) :
  - Canton de Mana
  - Canton de Maripasoula
  - Canton de Saint-Laurent-du-Maroni

## Histoire
15 cantons sont créés en 1949 dans la partie de la Guyane alors découpée en communes, sur le littoral atlantique :
| Arrondissement      | Canton                 | Communes                             | Communes |
| ------------------- | ---------------------- | ------------------------------------ | --- |
| n/a (créés en 1951) | Cayenne Nord-Ouest     | Cayenne                              | Limites : rue Louis-Blanc (numéros pairs), avenue du Général-de-Gaulle (numéros impairs), rue du 14-Juillet jusqu'à l'anse (numéros pairs), mer                                                               |
| n/a (créés en 1951) | Cayenne Nord-Est       | Cayenne                              | Limites : rue du 14-Juillet (numéros impairs), avenue du Général-de-Gaulle, avenue d'Estrées (numéros impairs), route de Montabo, jusqu'aux limites Est de la commune, mer                                    |
| n/a (créés en 1951) | Cayenne Sud-Est        | Cayenne                              | Limites : avenue du Général-de-Gaulle (numéros impairs), route de Montabo, jusqu'aux limites Est de la commune, rue Voltaire et rue Voltaire prolongée (numéros impairs), jusqu'aux limites Sud de la commune |
| n/a (créés en 1951) | Cayenne Sud-Ouest      | Cayenne                              | Limites : rue Louis-Blanc (numéros impairs), avenue du Général-de-Gaulle (numéros pairs), rue Voltaire (numéros pairs) et rue Voltaire prolongée, jusqu'aux limites Sud de la commune                         |
| n/a (créés en 1951) | Saint-Georges-Oyapoc   | Oyapoc, Saint-Georges, Ouanary       | Oyapoc, Saint-Georges, Ouanary |
| n/a (créés en 1951) | Régina-Approuague      | Approuague, Régina, Guisanbourg, Kaw | Approuague, Régina, Guisanbourg, Kaw |
| n/a (créés en 1951) | Roura                  | Roura                                | Roura |
| n/a (créés en 1951) | Remire-Matoury         | Remire, Montjoly, Matoury            | Remire, Montjoly, Matoury |
| n/a (créés en 1951) | Macouria               | Macouria                             | Macouria |
| n/a (créés en 1951) | Montsinery-Tonnegrande | Montsinery, Tonnegrande              | Montsinery, Tonnegrande |
| n/a (créés en 1951) | Kourou                 | Kourou                               | Kourou |
| n/a (créés en 1951) | Sinnamary              | Sinnamary                            | Sinnamary |
| n/a (créés en 1951) | Iracoubo               | Iracoubo                             | Iracoubo |
| n/a (créés en 1951) | Mana                   | Mana                                 | Mana |
| n/a (créés en 1951) | Saint-Laurent          | Saint-Laurent                        | Saint-Laurent |

En 1969 les 16 cantons sont les suivants, :
| Arrondissement          | Canton                    | Communes                                  | Communes                                  |
| ----------------------- | ------------------------- | ----------------------------------------- | ----------------------------------------- |
| Cayenne                 | Cayenne Nord-Ouest        | Cayenne                                   | Limites inchangées                        |
| Cayenne                 | Cayenne Nord-Est          | Cayenne                                   | Limites inchangées                        |
| Cayenne                 | Cayenne Sud-Est           | Cayenne                                   | Limites inchangées                        |
| Cayenne                 | Cayenne Sud-Ouest         | Cayenne                                   | Limites inchangées                        |
| Cayenne                 | Saint-Georges-de-l'Oyapoc | Saint-Georges, Ouanary, Camopi            | Saint-Georges, Ouanary, Camopi            |
| Cayenne                 | Approuague-Kaw            | Régina                                    | Régina                                    |
| Cayenne                 | Roura                     | Roura                                     | Roura                                     |
| Cayenne                 | Remire-Montjoly           | Remire-Montjoly, Matoury                  | Remire-Montjoly, Matoury                  |
| Cayenne                 | Macouria                  | Macouria                                  | Macouria                                  |
| Cayenne                 | Montsinéry-Tonnegrande    | Montsinéry-Tonnegrande                    | Montsinéry-Tonnegrande                    |
| Cayenne                 | Kourou                    | Kourou                                    | Kourou                                    |
| Cayenne                 | Sinnamary                 | Sinnamary, Saint-Élie                     | Sinnamary, Saint-Élie                     |
| Cayenne                 | Iracoubo                  | Iracoubo                                  | Iracoubo                                  |
| Saint-Laurent-du-Maroni | Mana                      | Mana                                      | Mana                                      |
| Saint-Laurent-du-Maroni | Saint-Laurent-du-Maroni   | Saint-Laurent-du-Maroni                   | Saint-Laurent-du-Maroni                   |
| Saint-Laurent-du-Maroni | Maripasoula               | Maripasoula, Grand-Santi-Papaichton, Saül | Maripasoula, Grand-Santi-Papaichton, Saül |

En 1985 les 19 cantons sont les suivants, :
| Arrondissement          | Canton                    | Communes                                          | Communes |
| ----------------------- | ------------------------- | ------------------------------------------------- | --- |
| Cayenne                 | Cayenne-I - Nord-Ouest    | Cayenne                                           | Limites : rue du Port, rue Louis-Blanc, place Victor-Shœlcher, rue du Docteur-Sainte-Rose de la place Victor-Shœlcher à l'avenue du Général-de-Gaulle, avenue du Général-de-Gaulle, avenue d'Estrées jusqu'à la rue Samuel-Lubin, rue Samuel-Lubin, avenue Pasteur de la rue Samuel-Lubin à l'impasse Buzare, impasse Buzare |
| Cayenne                 | Cayenne-II - Nord-Est     | Cayenne                                           | Limites : impasse Buzare, avenue Pasteur de l'impasse Buzare à la rue Samuel-Lubin, avenue d'Estrées de la rue Samuel-Lubin au carrefour du Petit-Monaco, avenue André-Aron, chemin départemental no 1 jusqu'au carrefour de Suzini, limite de la commune de Cayenne du carrefour de Suzini à la mer |
| Cayenne                 | Cayenne-III - Sud-Ouest   | Cayenne                                           | Limites : rue du Port, rue Louis-Blanc, place Victor-Shœlcher, rue du Docteur-Sainte-Rose de la place Victor-Shœlcher à l'avenue du Général-de-Gaulle, avenue du Général-de-Gaulle jusqu'à la rue Justin-Catayée, rue Justin-Catayée de l'avenue du Général-de-Gaulle à la rue du 11-Novembre-1918, rue du 11-Novembre-1918, rue Tribord, rue reliant la rue Egalgi à la rue Tribord, rue Egalgi, avenue Jean-Galmot de la rue Tribord à la route nationale 1, route nationale 1 jusqu'au canal de la Crique-Fouillée, canal de la Crique-Fouillée jusqu'à la mer |
| Cayenne                 | Cayenne-IV - Centre       | Cayenne                                           | Limites : avenue du Général-Virgile du carrefour du Petit-Monaco au pont Maggi, canal Laussat du pont Maggi à l'impasse « A », impasse « A », impasse « B » de l'impasse « A » à la route nationale 1, route nationale 1 de l'impasse « B » à l'avenue Jean-Galmot, avenue Jean-Galmot de la route nationale 1 à la rue Egalgi, rue Egalgi jusqu'au droit de la rue reliant la rue Egalgi et la rue Tribord, rue reliant la rue Egalgi à la rue Tribord, rue Tribord, rue du 11-Novembre-1918, rue Justin-Catayée jusqu'à l'avenue du Général-de-Gaulle, avenue du Général-de-Gaulle de la rue Justin-Catayée à l'avenue d'Estrées, avenue d'Estrées jusqu'au carrefour du Petit-Monaco |
| Cayenne                 | Cayenne-V - Sud           | Cayenne                                           | Limites : rue Auguste-Boudinot du canal Laussat à la route de Mango, route de Mango jusqu'à la rocade de Baduel, route de Mango prolongée jusqu'au chemin départemental 2, chemin départemental 2 jusqu'à la route nationale 1, route nationale 1 du chemin départemental 2 au carrefour de Mirza, impasse « B » jusqu'à l'impasse « A », impasse « A », canal Laussat de l'impasse « A » à la rue Auguste-Boudinot. |
| Cayenne                 | Cayenne-VI - Sud-Est      | Cayenne                                           | Limites : avenue André-Aron, chemin départemental 1 jusqu'au carrefour de Suzini, limite de la commune de Cayenne du carrefour de Suzini à la route nationale 1, route nationale 1 du canal de la Crique-Fouillée au chemin départemental 2, chemin départemental 2 jusqu'à la route de Mango prolongée, route de Mango prolongée du chemin départemental 2 à la rocade de Baduel, route de Mango, rue Auguste-Boudinot de la route de Mango au canal Laussat, canal Laussat de la rue Auguste-Boudinot au pont Maggi, avenue du Général-Virgile du pont Maggi au carrefour du Petit-Monaco                                                                                             |
| Cayenne                 | Saint-Georges-de-l'Oyapoc | Saint-Georges, Ouanary, Camopi                    | Saint-Georges, Ouanary, Camopi |
| Cayenne                 | Approuague-Kaw            | Régina                                            | Régina |
| Cayenne                 | Roura                     | Roura                                             | Roura |
| Cayenne                 | Remire-Montjoly           | Remire-Montjoly                                   | Remire-Montjoly |
| Cayenne                 | Matoury                   | Matoury                                           | Matoury |
| Cayenne                 | Macouria                  | Macouria                                          | Macouria |
| Cayenne                 | Montsinéry-Tonnegrande    | Montsinéry-Tonnegrande                            | Montsinéry-Tonnegrande |
| Cayenne                 | Kourou                    | Kourou                                            | Kourou |
| Cayenne                 | Sinnamary                 | Sinnamary, Saint-Élie                             | Sinnamary, Saint-Élie |
| Cayenne                 | Iracoubo                  | Iracoubo                                          | Iracoubo |
| Saint-Laurent-du-Maroni | Mana                      | Mana                                              | Mana |
| Saint-Laurent-du-Maroni | Saint-Laurent-du-Maroni   | Saint-Laurent-du-Maroni                           | Saint-Laurent-du-Maroni |
| Saint-Laurent-du-Maroni | Maripasoula               | Maripasoula, Apatou, Grand-Santi-Papaichton, Saül | Maripasoula, Apatou, Grand-Santi-Papaichton, Saül |